# Can Miralles (Cornudella de Montsant)
Can Miralles o, tal com es diu a Cornudella, cal Miralles, és una casa de planta baixa, pis i golfes del municipi de Cornudella de Montsant (Priorat) inclosa en l'Inventari del Patrimoni Arquitectònic de Catalunya.

## Descripció
La porta és amb arc de mig punt i decorada amb dovelles i carreus sobre-aixecats. A sobre hi ha un escut i la data de construcció, 1628. La façana té afegitons moderns, tals com els balcons, que desfiguren un xic el caràcter primitiu de la construcció. Les golfes tenen una galeria porxada en molt mal estat, tapiada actualment. La coberta és de teula i a dos vessants.

## Història
L'aparició de construccions amb posterioritat o simultàniament a l'aixecament parroquial denota una clara influència de corrents renovadors i també d'una certa prosperitat econòmica. Tot això és palès en el nombre de construccions civils renaixentistes. Totes elles són bastides semblantment pel que fa a la decoració, centrada únicament en la portalada principal. Aixecada el 1628, acabada l'església parroquial, Cal Miralles, al costat de cal Catero, una casa del mateix període, i vora la plaça de la Vila, degué ser una casa important. A la fi del segle xix i principis del segle xx, segurament, es refeu la façana i s'hi bastiren els balcons actuals. Avui pertany a una família no resident a Cornudella, i la casa roman tancada llargues temporades. Segons Amigó i Espasa, al poble no hi ha constància d'aquest cognom als llibres del cadastre, i aventuren l'opinió de què un capitost absolutista que seguia la Regència d'Urgell durant el Trienni liberal, conegut per Josep Miralles era d'aquesta casa. Va ser molt actiu i des del seu quarter general instal·lat a Cornudella dominava tot el Priorat. Va intentar l'assalt a Reus el 1822.